# Selección de fútbol de Asturias
La selección de fútbol del Principado de Asturias es el equipo autonómico que representa al Principado de Asturias en fútbol. Actualmente no está afiliada a la FIFA ni a la UEFA, pues es representada en las competiciones de dichos organismos por la selección de fútbol de España; por tanto, la selección absoluta solo puede competir con países en partidos de exhibición. No obstante, en categorías inferiores participa en las competiciones oficiales que organiza la Real Federación Española de Fútbol y, desde 2000, la selección asturiana de aficionados disputa la Copa de las Regiones de la UEFA.

## Historia

### Federación Cantábrica
La Federación Regional Cantábrica de Clubes de Foot-ball nació el 9 de diciembre de 1915 en representación de los clubes de fútbol de la provincia de Oviedo. El 22 de noviembre de 1916, la Federación Española de Clubs de Foot-ball dispuso que los clubes cántabros causaran baja en la Federación Norte y se integraran en la Federación Regional Cantábrica de clubs de Foot-ball, junto a los clubes asturianos que la conformaban previamente.
Bajo la denominación de Selección Cantábrica, el combinado astur-cántabro disputó cuatro partidos oficiales entre 1917 y 1918 en la Copa del Príncipe de Asturias, competición oficial organizada por la Federación Española, que enfrentaba entre sí a las selecciones de las distintas federaciones regionales. Consiguió un subcampeonato en la temporada 1917/18.

### Federación Asturiana
El 28 de mayo de 1918, tras el retorno de los clubes cántabros a la Norte, la asamblea de la Federación Española tomó el acuerdo de cambiar la denominación de Federación Cantábrica por la de Federación Regional Asturiana de Clubes de Fútbol. Así, la selección de Asturias disputó diez partidos oficiales entre 1922 y 1926 en la Copa del Príncipe de Asturias. Se proclamó campeona de esta competición en la temporada 1922/23 y subcampeona en la campaña 1925/26.
A continuación, la selección de Asturias disputaría diversos amistosos en los que participaron históricos jugadores como Lángara (uno de los máximos goleadores de la historia del fútbol), Herrerita o Casuco. 

### Resurgimiento
El Estadio Carlos Tartiere vivió el partido más emotivo tras su inauguración con la disputa de un amistoso entre las selecciones de Asturias y Macedonia el sábado 23 de diciembre de 2000. Este encuentro suponía recuperar la selección asturiana absoluta después de más de 60 años. Como entrenadores estuvieron José Manuel Díaz Novoa (exentrenador entre otros equipos del Sporting) y Miguel Sánchez (extécnico de los equipos inferiores del Oviedo y ayudante de Vicente Miera en el primer equipo). La alineación que presentó Asturias fue la siguiente: Esteban (Juanjo, minuto 78), Manel (José Manuel, minuto 57), Muñiz, César, Sietes (Boris, minuto 85), Mario Cotelo (Iván Iglesias, minuto 57), Angulo (Morán, minuto 45), Manjarín (Iván Ania, minuto 45), Juanele (Quique Martín, minuto 70), Luis Enrique (Pablo Lago, minuto 45) y Oli (Amieva, minuto 78). El partido fue arbitrado por el árbitro internacional asturiano Mejuto González. Hicieron el saque de honor de aquel encuentro uno de los jugadores históricos del club oviedista, Antón, acompañado de otro histórico del conjunto sportinguista, Tinín, dado que ambos eran los únicos supervivientes del último partido de la selección asturiana, disputado en 1936. Esta cita histórica congregó a unos 25.000 espectadores en Oviedo y se redondeó con la victoria de Asturias por 1-0, con gol de Juanele en el minuto 49.
Al año siguiente, en el Estadio de El Molinón en Gijón ante 13 000 espectadores, la selección volvería a disputar un encuentro amistoso, esta vez ante Lituania, a la que logró vencer por 6-1, con goles de Oli, Pablo Lago, Juanele (2), José Manuel y César.
El 29 de diciembre de 2002, la selección asturiana se enfrentó a Honduras en el estadio Román Suárez Puerta de Avilés ante 7000 espectadores. Estuvo dirigida por José Manuel Díaz Novoa y en la lista de convocados destacaron las ausencias de Sergio Fernández y de Luis Enrique, ambos baja por lesión. Actuó como capitán el defensa Abelardo, quien jugó, al mismo tiempo, su primer encuentro con la selección asturiana. Asturias dominó el partido desde el principio y ganó 5-3, con goles del propio Abelardo, de Mario Cotelo, de Oli, de Villa y de Miguel. También destacó Iván Ania asistiendo en cuatro de los cinco goles.

## Histórico de resultados

### Partidos oficiales

#### Selección Cantábrica
| Fecha      | Lugar  | Equipo local | Oponente   | Resultado |
| ---------- | ------ | ------------ | ---------- | --------- |
| 10-05-1917 | Madrid | Cantábrico   | Cataluña   | 0-1       |
| 11-05-1917 | Madrid | Centro       | Cantábrico | 3-2       |
| 20-01-1918 | Madrid | Centro       | Cantábrico | 3-2       |
| 23-01-1918 | Madrid | Centro       | Cantábrico | 3-1       |

#### Selección Asturiana
| Fecha      | Lugar     | Equipo local | Oponente | Resultado |
| ---------- | --------- | ------------ | -------- | --------- |
| 12-11-1922 | Gijón     | Asturias     | Vizcaya  | 1-1       |
| 13-11-1922 | Gijón     | Asturias     | Vizcaya  | 4-3       |
| 14-01-1923 | Gijón     | Asturias     | Cataluña | 1-0       |
| 25-02-1923 | Vigo      | Galicia      | Asturias | 1-3       |
| 18-11-1923 | Bilbao    | Vizcaya      | Asturias | 4-2       |
| 05-09-1926 | Gijón     | Asturias     | Cataluña | 0-2       |
| 19-09-1926 | Barcelona | Cataluña     | Asturias | 4-3       |

### Partidos amistosos
| Fecha      | Lugar     | Equipo local | Oponente           | Resultado |
| ---------- | --------- | ------------ | ------------------ | --------- |
| 04-06-1922 | Gijón     | Asturias     | Saint Mirren F. C. | 3-7       |
| 03-05-1925 | Santander | Cantabria    | Asturias           | 3-3       |
| 21-06-1925 | Gijón     | Asturias     | Cantabria          | 0-1       |
| 10-07-1932 | Gijón     | Asturias     | Lisboa             | 3-1       |
| 30-10-1932 | Lisboa    | Lisboa       | Asturias           | 1-2       |
| 06-11-1932 | Oporto    | Oporto       | Asturias           | 2-1       |
| 16-06-1934 | Gijón     | Asturias     | México             | 5-2       |
| 28-06-1936 | Gijón     | Asturias     | Bruselas           | 3-3       |
| 23-12-2000 | Oviedo    | Asturias     | Macedonia          | 1-0       |
| 29-12-2001 | Gijón     | Asturias     | Lituania           | 6-1       |
| 28-12-2002 | Avilés    | Asturias     | Honduras           | 5-3       |

## Palmarés

### Selección absoluta
- Copa del Príncipe de Asturias (1): 1923.
- Subcampeón de la Copa del Príncipe de Asturias (2): 1918 y 1926.

### Selección de aficionados
- Fase española de la Copa de las Regiones de la UEFA (1): 2002.[21]
- Subcampeón de la fase española de la Copa de las Regiones de la UEFA (1): 2004[22] y 2012.[23]

### Selección sub-18
- Campeonato Nacional de Selecciones Autonómicas sub-18 (2): 1994[24] y 2009.[24][25]